# Диродийтербий
Диро̀дийте́рбий — бинарное неорганическое соединение, интерметаллид
тербия и родия
с формулой Rh2Tb,
серые кристаллы.

## Получение
- Спекание стехиометрических количеств чистых веществ:

{\displaystyle {\mathsf {Tb+2Rh\ {\xrightarrow {1600^{o}C}}\ Rh_{2}Tb}}}

## Физические свойства
Диродийтербий образует кристаллы кубической сингонии (гранецентрированная решётка), пространственная группа F d3m, параметры ячейки a = 0,7492 нм, Z = 8,
структура типа димедьмагния MgCu2 (фаза Лавеса).
Соединение конгруэнтно плавится при температуре ≈1600 °C.